# Krudttårnet (Fredericia)
 For alternative betydninger, se Krudttårnet (flertydig). (Se også artikler, som begynder med Krudttårnet)
Krudttårnet er et krudttårn, der ligger i Fredericia, Jylland. Det er opført i 1675, og det er byens ældste militære bygning. Det står på Østervold, en del af Fredericia Vold, tæt ved Lillebælt. Den blev brugt som opbevaringssted for ammunition. Krudttårnet er tegnet af Gottfried Hoffmann.